# Myrmekiaphila minuta
Myrmekiaphila minuta là một loài nhện trong họ Euctenizidae. Loài này phân bố ở Hoa Kỳ.